# Coupe intercontinentale des moins de 20 ans
Pour les articles homonymes, voir Coupe intercontinentale (homonymie).
La Coupe intercontinentale des moins de 20 ans est une compétition annuelle de football fondée en 2022, organisée par l'Union des associations européennes de football (UEFA) et la Confédération sud-américaine de football (CONMEBOL). Elle oppose sur un match les vainqueurs de l'UEFA Youth League et de la Copa Libertadores des moins de 20 ans.
En cas d'égalité à la fin du temps réglementaire, une séance de tirs au but est effectuée. Il n'y à pas de prolongation.

## Histoire
Le 12 février 2020, l'UEFA et la CONMEBOL signent un protocole d'accord ayant pour but de renforcer la coopération entre les deux organisations. Dans ce cadre, un comité UEFA–CONMEBOL examine la possibilité de matchs intercontinentaux masculins et féminins, ainsi que dans les différentes catégories d'âge. Le 15 décembre 2021, l'UEFA et la CONMEBOL renouvellent et étendent leur protocole d’accord, incluant notamment l'ouverture d’un bureau commun à Londres, et l'organisation potentielle de différents événements.
Le 4 avril 2022, le bureau commun est officiellement ouvert, et la création d'une  Coupe intercontinentale des moins de 20 ans est évoquée,.
Le 2 juin 2022, au lendemain de la Finalissima 2022, la CONMEBOL et l'UEFA annonce le lancement de plusieurs compétitions entre équipes des deux confédérations, dont la Coupe intercontinentale des moins de 20 ans opposant les vainqueurs de l'UEFA Youth League et de la Copa Libertadores des moins de 20 ans.
La première édition oppose les Portugais de Benfica aux Uruguayens du CA Peñarol au stade Centenario, le 21 août 2022 ; les Benfiquistes s'imposent sur le score de 1 à 0 grâce à un but de Luís Semedo.

## Palmarès
| Édition | Année | Vainqueur        | Score          | Finaliste  | Lieu                           |
| ------- | ----- | ---------------- | -------------- | ---------- | ------------------------------ |
| 1re     | 2022  | Benfica Lisbonne | 1 - 0          | Peñarol    | Stade Centenario, Montevideo   |
| 2e      | 2023  | Boca Juniors     | 1 - 1 (4-1tab) | AZ Alkmaar | La Bombonera, Buenos Aires     |
| 3e      | 2024  | CR Flamengo      | 2 - 1          | Olympiakós | Stade Maracanã, Rio de Janeiro |
| 4e      | 2025  |                  | -              |            |                                |

## Matchs

### 2022
| 21 août 2022 | Peñarol    | 0 - 1   | Benfica Lisbonne                        | Stade Centenario, Montevideo                  |                                               |
| 16h30 UTC-3  |            | (0 - 0) | 69e Semedo                              | Spectateurs : 49 579 Arbitrage : Derlis López | Spectateurs : 49 579 Arbitrage : Derlis López |
| 16h30 UTC-3  | García 52e | Rapport | 81e Jevšenak · 90+3e Félix · 90+5e Neto | Spectateurs : 49 579 Arbitrage : Derlis López | Spectateurs : 49 579 Arbitrage : Derlis López |

### 2023
| 9 septembre 2023 | Boca Juniors                                          | 1 – 1             | AZ Alkmaar                                      | La Bombonera, Buenos Aires                   |                                              |
| 16h00 UTC-3      | Mastoras 58e (csc)                                    | (0 – 0)           | 42e Kwakman                                     | Spectateurs : 37 386 Arbitrage : Gery Vargas | Spectateurs : 37 386 Arbitrage : Gery Vargas |
| 16h00 UTC-3      | Rodríguez 76e · Gauna 82e · Di Lollo 87e · Acosta 89e | Rapport           | 26e Postma · 86e Stam · 87e Goes · 90+1e Smit · | Spectateurs : 37 386 Arbitrage : Gery Vargas | Spectateurs : 37 386 Arbitrage : Gery Vargas |
| 16h00 UTC-3      | Génez · Di Lollo · Acosta · Fascendini                | Tirs au but 4 - 1 | Goes · Dekker · Smit                            | Spectateurs : 37 386 Arbitrage : Gery Vargas | Spectateurs : 37 386 Arbitrage : Gery Vargas |

### 2024
| 24 août 2024 | CR Flamengo                             | 2 – 1   | Olympiakós       | Stade Maracanã, Rio de Janeiro                  |                                                 |
| 16h00 UTC-3  | Garcia Guilhen 73e · Cunha Teresa 90+2e | (0–0)   | Liatsikouras 54e | Spectateurs : 31 237 Arbitrage : Yender Herrera | Spectateurs : 31 237 Arbitrage : Yender Herrera |
| 16h00 UTC-3  | Cunha Teresa 90+2e                      | Rapport | 68eBakoulas      | Spectateurs : 31 237 Arbitrage : Yender Herrera | Spectateurs : 31 237 Arbitrage : Yender Herrera |

### 2025
| 23 août 2025 | CR Flamengo | –   | FC Barcelone | Stade Maracanã, Rio de Janeiro |
|              |             | (–) |              |                                |

## Statistiques

### Palmarès par club
| Clubs            | Vainqueur | Finaliste | Éditions gagnées |
| ---------------- | --------- | --------- | ---------------- |
| Benfica Lisbonne | 1         | 0         | 2022             |
| Boca Juniors     | 1         | 0         | 2023             |
| CR Flamengo      | 1         | 0         | 2024             |
| Peñarol          | 0         | 1         |                  |
| AZ Alkmaar       | 0         | 1         |                  |
| Olympiakós       | 0         | 1         |                  |

### Palmarès par nation
| Nations   | Vainqueur | Finaliste | Éditions gagnées |
| --------- | --------- | --------- | ---------------- |
| Brésil    | 1         | 0         | 2024             |
| Argentine | 1         | 0         | 2023             |
| Portugal  | 1         | 0         | 2022             |
| Uruguay   | 0         | 1         |                  |
| Pays-Bas  | 0         | 1         |                  |
| Grèce     | 0         | 1         |                  |

### Palmarès par confédération
| Confédération | Vainqueur | Finaliste | Éditions gagnées |
| ------------- | --------- | --------- | ---------------- |
| CONMEBOL      | 2         | 1         | 2023,2024        |
| UEFA          | 1         | 2         | 2022             |

### Buteurs
| N° | Pays | Nom Joueur           | Nb But(s) |
| -- | ---- | -------------------- | --------- |
| 1  |      | Luís Semedo          | 1         |
| -  |      | Dave Kwakman         | 1         |
| -  |      | Argiris Liatsikouras | 1         |
| -  |      | Caio Garcia          | 1         |
| -  |      | Felipe Teresa        | 1         |